# 德昂邦
德昂邦是缅甸掸邦和曼德勒省境内一个事实上独立的地方割据政权，行政首府位于南散，下辖5县。

## 历史
德昂族在缅甸主要分布在掸邦北部。1963年1月12日，崩龙民族军成立，反对缅甸政府。1976年，崩龙民族军改编为崩龙邦解放军。1991年4月21日，崩龙邦解放军与缅甸政府签署停火协议，崩龙邦解放军控制区设为掸邦北部第七特区。以达艾鹏为首的部分领导人拒绝接受停火协议，出走另组崩龙邦解放阵线。2009年，崩龙邦解放阵线组建德昂民族解放军，并于2011年返回德昂族聚居区开展军事行动。
2019年，德昂民族解放军与缅甸民族民主同盟军、若开军组成三兄弟联盟，在掸邦北部和若开邦相互扶持作战。
2023年10月27日，三兄弟联盟发起1027行动，德昂民族解放军逐渐控制包括德昂自治区在内的大部分德昂族聚居区。

## 行政区划
德昂邦下辖南散县、南坎县、抹谷县、皎梅县和贵概县5个县。

## 军事

德昂民族解放军军旗

德昂民族解放军，又称德昂军，原有7个旅。2025年1月，宣布扩编至9个旅。